# 吳世燾
吳世燾（1655年—1723年），字幼日，號西村。江蘇高郵人，清朝政治人物，進士出身。
生於順治十三年（1655年），康熙二十六年（1687年）丁卯科举人，康熙二十七年（1688年）中進士，选庶吉士，散館授翰林院編修。康熙三十三年（1694年）出任甲戌科会试同考官。康熙四十四年（1705年）康熙帝南巡，赐书、砚各一。康熙五十年（1711年）迁右春坊右中允，奉敕任《康熙字典》修纂工作。康熙五十六年（1717年）转左春坊左中允仍兼编修。康熙五十七年（1718年）致仕。逢家鄉有大水，“目击心伤，忧郁致疾”，不久病卒，时为雍正元年（1723年）。著有《南巡纪恩诗》一卷。
吳氏乃翁方綱之父翁大德師。